# Gouvernement Vähi III
 (août 2023).
Si vous disposez d'ouvrages ou d'articles de référence ou si vous connaissez des sites web de qualité traitant du thème abordé ici, merci de compléter l'article en donnant les références utiles à sa vérifiabilité et en les liant à la section « Notes et références ».
République d'Estonie
Vähi II Siimann
Le gouvernement Vähi III (en estonien : Tiit Vähi kolmas valitsus) est le gouvernement de la république d'Estonie entre le 6 novembre 1995 et le 17 mars 1997, durant la VIIIe législature du Riigikogu.

## Historique
Dirigé par le Premier ministre libéral sortant Tiit Vähi, ce gouvernement est constitué et soutenu par une coalition centriste entre le Parti de la coalition d'Estonie (Koon), le Parti de la réforme d'Estonie (ERE) et le Parti populaire paysan d'Estonie (EME). Ensemble, ils disposent de 60 députés sur 101, soit 59,4 % des sièges du Riigikogu.
Il est formé à la suite de la rupture de la coalition alors au pouvoir.
Il succède donc au gouvernement Vähi II, constitué et soutenu par une coalition entre le Koon, le Parti du centre d'Estonie (EKE) et l'EME.
À la suite d'un scandale d'écoutes illégales, le Premier ministre limoge le ministre de l'Intérieur et président du Parti du centre Edgar Savisaar le 10 octobre 1995. La coalition au pouvoir est alors rompue, à peine six mois après la prise de fonction du cabinet.
L'ERE se retire finalement de la majorité parlementaire le 30 novembre 1996, entraînant un remaniement ministériel qui met en place un gouvernement minoritaire. Bien qu'il survive par la suite à un vote de confiance, Tiit Vähi est contraint par son propre parti d'achever son mandat et remet sa démission le 25 février 1997. Un mois plus tard, Mart Siimann constitue son propre exécutif.

## Composition

### Initiale (6 novembre 1995)
| Fonction                                                                      | Titulaire | Titulaire                                          | Parti |
| ----------------------------------------------------------------------------- | --------- | -------------------------------------------------- | ----- |
| Premier ministre                                                              |           | Tiit Vähi                                          | Koon  |
| Ministre de la Justice                                                        |           | Paul Varul                                         | Koon  |
| Ministre de la Défense                                                        |           | Andrus Öövel                                       | Koon  |
| Ministre de l'Environnement                                                   |           | Villu Reiljan                                      | EME   |
| Ministre de la Culture et de l'Éducation Ministre de l'Éducation (01/01/1996) |           | Jaak Aaviksoo                                      | Sans  |
| Ministre de la Culture (01/01/1996)                                           |           | Jaak Allik                                         | Koon  |
| Ministre des Affaires économiques                                             |           | Andres Lipstok                                     | ERE   |
| Ministre de l'Agriculture                                                     |           | Ilmar Mändmets                                     | Koon  |
| Ministre des Finances                                                         |           | Mart Opmann                                        | Koon  |
| Ministre de l'Intérieur                                                       |           | Märt Rask                                          | ERE   |
| Ministre des Affaires sociales                                                |           | Toomas Vilosius                                    | ERE   |
| Ministre des Transports et des Communications                                 |           | Kalev Kukk                                         | ERE   |
| Ministre des Affaires étrangères                                              |           | Siim Kallas                                        | ERE   |
| Ministre sans portefeuille                                                    |           | Jaak Allik (jusqu'au 01/01/1996)                   | Koon  |
| Ministre sans portefeuille                                                    |           | Endel Lippmaa (jusqu'au 06/08/1996) Riivo Sinijärv | Koon  |
| Ministre sans portefeuille                                                    |           | Tiit Kubri                                         | EME   |

### Remaniement du2 décembre 1996
- Les nouveaux ministres sont indiqués en gras, ceux ayant changé d'attributions en italique.

| Fonction                                      | Titulaire | Titulaire                                | Parti |
| --------------------------------------------- | --------- | ---------------------------------------- | ----- |
| Premier ministre                              |           | Tiit Vähi                                | Koon  |
| Ministre de la Justice                        |           | Paul Varul                               | Koon  |
| Ministre de la Défense                        |           | Andrus Öövel                             | Koon  |
| Ministre de l'Environnement                   |           | Villu Reiljan                            | EME   |
| Ministre de l'Éducation                       |           | Rein Loik                                | Sans  |
| Ministre de la Culture                        |           | Jaak Allik                               | Koon  |
| Ministre des Affaires économiques             |           | Jaak Leimann                             | Koon  |
| Ministre de l'Agriculture                     |           | Ilmar Mändmets                           | Koon  |
| Ministre des Finances                         |           | Mart Opmann                              | Koon  |
| Ministre de l'Intérieur                       |           | Riivo Sinijärv                           | Koon  |
| Ministre des Affaires sociales                |           | Tiiu Aro                                 | Koon  |
| Ministre des Transports et des Communications |           | Raivo Vare                               | Sans  |
| Ministre des Affaires étrangères              |           | Toomas Hendrik Ilves                     | Sans  |
| Ministre sans portefeuille                    |           | Andra Veidemann (à partir du 09/12/1996) | AP    |
| Ministre sans portefeuille                    |           | Tiit Kubri                               | EME   |